# Private label
Private label er betegnelsen for butikskæders (og andres) egne produkter der ofte er billigere og mindre brandede end de varer som producenterne sælger under eget navn.
Private labels findes inden for næsten alle produktkategorier, men i forskellige typer. Nogle butikskæder sælger deres private labels med deres firmanavn, i Danmark f.eks. Coop. Andre butikskæder har private labels der varierer mellem produktkategorierne, f.eks. ét for dybfrostprodukter og et andet for mejeriprodukter, som f.eks. Salling Group gør. Der er dog ingen faste regler for udformningen. Eksempler på private labels i butikskæder kunne bl.a. være Salling Groups Levevis som der i 2016 blev investeret et tocifret millionbeløb i, Lidl's Vilstrupgård eller Coop's X-tra. Private label-varer udgør en større og større andel af supermarkeders og discount-butikkers sortiment.
En væsentlig fordel for butikskæder, der forhandler private labels, er at de kan udskifte en producent relativt omkostningsfrit, da selve produktets etiketteudformning, logo osv. ikke ejes af producenterne og dermed kan overflyttes til en ny producent, hvorved forbrugernes kendskab til varen ikke påvirkes. Netop producentens identitet er til tide omgivet af en vis mystik, idet der på emballagen ofte blot står fremstillet for efterfulgt af butikskædens navn. Andre producenter specialiserer sig i produktionen af private labels og vil derfor oftest være angivet som producent. Det gælder f.eks. vaskemiddelproducenten NOPA.
Konceptet findes også udenfor den egentlige detailhandel.
| Varemærke | Spire Denne artikel om et varemærke er en spire som bør udbygges. Du er velkommen til at hjælpe Wikipedia ved at udvide den. |